# Heuschrecke 10
El Heuschrecke 10 —en català llagosta o saltamartí 10— va ser un prototip d'artilleria autopropulsada i Waffenträger (anglès: "Weapon carrier") desenvolupat per Krupp-Gruson entre 1943 i 1944. La designació oficial del vehicle era 105 mm leichte Feldhaubitze 18/1 L/28 auf Waffenträger Geschützwagen IVb i va ser construït a Magdeburg, Alemanya. El Heuschrecke era un tanc que podia ser enterrat fins a la torreta, i ser utilitzat com a búnquer o com a peça d'artilleria.
Krupp va produir nomes prototips des del 1942 fins al 1943. El Heuschrecke va utilitzar inicialment un xassís de Panzerkampfwagen IV (Panzer IV) curt, però més tard es va utilitzar el xassís d'un Geschützwagen IV, desenvolupat per Hummel. La producció en serie del Heuschrecke 10 era prevista que comences en febrer de 1945, però mai va passar això.